# Cinderella
Cinderella byla americká rocková kapela, která vznikla v roce 1983 v Philadelphii. Poprvé se objevila v polovině 80. let s multiplatinovými alby a hitovými singly, které se těšily popularitě stanice MTV. Na začátku působení skupina hrála ve stylu hard rocku a glam metalu. Během 90. let skupina začala hrát ve stylu blues rocku. I když, jak sám frontman skupiny řekl "byli jsme bluesrocková kapela zaseklá v glam/hairmetalové éře.
V polovině 90. let úspěch skupiny strmě poklesla kvůli osobním neúspěchům, rozpadům a změnám v americkém hudebním průmyslu. Po krátké přestávce mezi lety 1995 a 1996 se znovu sešli a pokračovala v živém vystoupení. Po albu Still Climbing z roku 1994 už nikdy nevydala žádný studiový materiál. Skupina prodala 15 milionů desek po celém světě, podle oficiálních stránek frontmana kapely Toma Keifera. Po účasti na Monsters of Rock Cruise v roce 2014 se skupina opět stala neaktivní. V listopadu 2017 Keifer uvedl, že kapela nemá v budoucnu v plánu reformovat. 

## Historie

### Založení skupiny (1983–1985)
Cinderella byla založená v roce 1983 v Pensylvánii na předměstí Philadelphii zpěvákem, kytaristou, klávesistou a skladatelem Tomem Keiferem a baskytaristou Ericem Brittinghamem k nim se připojili kytarista Michael Shermick a bubeník Tony Destra.
Cinderella měla zkoušky v podkroví budovy Americké legie v pensylvánském městě Wayne. V roce 1985 kytarista Michael Shermick a bubeník Tony Destra odešli, a založili jsi vlastní skupinu Britny Fox. Ke kapele se nakonec připojili kytarista Jeff LaBar a bubeník Jim Drnec. V roce 2014 v rozhovoru Keifer prozradil, že se o skupinu zajímal basista Gene Simmons z KISS ohledně vydavatelské smlouvy s PolyGram Records, ale kapela neměla zájem.
V pensylvánském klubu Empire Rock Club ve Philadelphii je viděl Jon Bon Jovi a mluvil se svým manažerem z vydavatelství PolyGram Records o tom, že by skupinu měl viděl. Zpočátku nebyl přesvědčen a jestli vůbec chtěl s kapelou podepsat šestiměsíční vývojovou smlouvu. Po rozsáhlých jednáních nakonec kapelu podepsal připravovanou nahrávací smlouvou s Mercury Records.

### Debutové albumNight Songsa první album (1986–1987)
Skupina nahrávala své debutového album a během toho byl přizván na pomoc studiový bubeník Jody Cortez, protože z kapely během nahrávání prvního alba odešel bubeník Jim Drnec. Po nahrávání do kapely přišel bubeník Fred Coury.
Cinderella vydala debutové album Night Songs v srpnu 1986, které dosáhlo okamžitě neuvěřitelného úspěchu. V jednu chvíli se prodávalo 50 000 kopií týdně a nakonec se v USA prodalo přes 3 miliony kopií, kde získalo status trojnásobného platinového alba. V Kanadě se prodalo přes 100 tisíc kopií a stalo se také platinovým. Album se umístilo v žebříčku Billboard 200 na 3. místě a kanadském žebříčku na 15. místě. I díky úspěchu alba mělo smíšenou recenzi. Do konce roku 1987 skupina vydala video kompilaci nazvanou „Night Songs“ jako doprovod k albu, obsahující propagační videa z alba plus tři živé písně zaznamenané na jejich turné v roce 1986.
Po vydání alba kapela měla první turné se skupinou Poison. Do roku 1987 strávili na koncertech po arénách jako předkapela pro Davida Lee Rotha, a poté pro Bona Joviho. Později téhož roku se kapela vydala do zámoří, objevila se v Japonsku, Skandinávii a na festivalech Monsters of Rock ve Velké Británii a Německu.

### Long Cold Wintersa rozsáhlé turné (1987–1989)
Po turné se skupina vrátila zpět do studia, aby nahráli další album. Mezitím Coury pomáhal skupině Guns N' Roses jako host na turné, protože bubeník Steven Adler jsi zlomil ruku a na nahrávání alba se objevil jen sporadicky. Coury jsi vybral jako svého náhradníka na nové album Cozyho Powella.  
Druhé album Long Cold Winters vyšlo v červenci 1988 a dosáhlo v žebříčku Billboard 200 na 10. místo. V britském žebříčku se umístilo na 30. místě, a v kanadském žebříčku na 24. místě. Stejně jako debutové album v USA se znovu prodalo přes 3 miliony kopií a stalo trojnásobným platinovým albem. V Kanadě se tentokrát prodalo přes 200 tisíc kopií a stalo se dvakrát platinovým albem. Ve Velké Británii to bylo první album kapely, které získalo certifikaci Silver (60 000 kopií). Ve Švýcarsku se stalo zlatým albem a prodalo přes 25 tisíc kopií. Druhý singl a power balada měla velký úspěch 'Don't Know What You Got (Till It's Gone)' umístila na 12. místě v Billboard Hot 100, ale v žebříčku Mainstream Rock Tracks dosáhl 10. místa. Nové album obsahovalo zvuk blues rocku s glam metalem za což bylo kritizováno, ale i pochváleno.
Turné na podporu alba trvalo přes 14 měsíců s 254 vystoupeními a v srpnu 1989 skupina vystoupila na moskevském hudebním mírovém festivalu (Moscow Music Peace Festival) spolu s dalšími rockovými skupinami jako jsou Ozzy Osbourne, Scorpions, Mötley Crüe, Bon Jovi a Skid Row.

### Heartbreak Station,Still Climbinga dočasná pauza (1990–1995)
V listopadu 1990 Cinderella vydala třetí album Heartbreak Station, které opustilo glammetalový styl a zahrnovalo více oblíbený Keiferův bluesrockový až hardrockový zvuk. V žebříčku Billboard 200 se umístilo na 19. místě, v kanadském žebříčku na 28. místě a v britském žebříčku na 36. místě. Album získalo pozitivní až smíšené recenze. V USA se stalo platinovým albem a prodalo přes 1 milion kopií, stejně tak v Kanadě se stalo platinovým albem a prodalo se přes 100 tisíc kopií. V Japonsku to bylo první album kapely, které získalo zlaté album a prodalo přes 100 tisíc kopií. Stejně jako druhé album ve Švýcarsku se znovu prodalo přes 25 tisíc kopií a stalo zlatým albem.
Po Heartbreak Station Tour opustil skupinu bubeník Fred Coury, aby se věnoval jiným hudebním projektům. V roce 1991 Keifer přišel o hlas kvůli paréze hlasivek. Podstoupil několik operací k opravě hlasové cysty a krvácení. To přispělo ke zpožděním při nahrávání čtvrtého alba.
Cinderella vydala čtrvté album Still Climbing v listopadu 1994, které se umístilo pouze na předních příčkách v Japonsku a Švýcarsku. V žebříčku Billboard 200 se umístilo bohužel na 178. místě a už němelo takový úspěch. Skupina jsi udržela na albu bluesový hard rock. Na nahrávání byl přizván bubeník Kenny Aronoff, a po nahrávání ke kapele se připojil bubeník Kevin Valentine.
V roce 1995 byla skupina vyřazena z Mercury Records a dala jsi dočasnou pauzu.

### Reformace (1996–2009)
V roce 1996 Cinderella se vrátila pódia i s bubeníkem Fredem Courym a o rok později vydala Mercury Records kompilační album největších hitů s názvem Once Upon A... a video kompilaci obsahující promo videa všech kapel z prvních tří alb. V roce 1998 skupina cestovala po USA, s jednou koncertní zastávkou zachycenou na živém albu Live at the Key Club, které vyšlo v roce 1999 přes vydavatelství Cleopatra Records.
Kolem roku 1999 Cinderella podepsala smlouvu se Sony Records. Nicméně skupina byla vynechána z nahrávací společnosti předtím, než mohlo být vydáno nové album, což skupinu uvrhlo do tří let soudních sporů. Cinderella opět koncertovala s Poison v letech 2000 a 2002.
Cinderella byla hlavní hvězdou VH1 Classic Rock Never Stops Tour v létě 2005. V roce 2005 Cinderella koncertovala s FireHouse, RATT a Quiet Riot. Mercury Records vydalo kompilaci Rocked, Wired & Bluesed: The Greatest Hits na CD a DVD.
V roce 2006 Cinderella znovu koncertovala s Poison. Obě skupiny oslavily 20. výročí vydání svých debutových alb Night Songs a Look What the Cat Drag In.
Cinderella plánovala turné v roce 2008 s Warrant, Lynch Mob a Lynam, ale akonec bylo turné zrušeno poté, co Keifer ze zdravotních důvodů nemohl zpívat.
Později kytarista Jeff LaBar v rozhovoru řekl: Cinderella by ráda natočila novou desku, ale byly zde překážky, které skupinu brzdily. Stále nebyli podepsáni s nahrávací společností poté, co byli vyřazeni. LaBar také uvedl, že je zaneprázdněn se svou kapelou a Brittingham také.

### Světové turné a poslední koncerty (2010–2014)

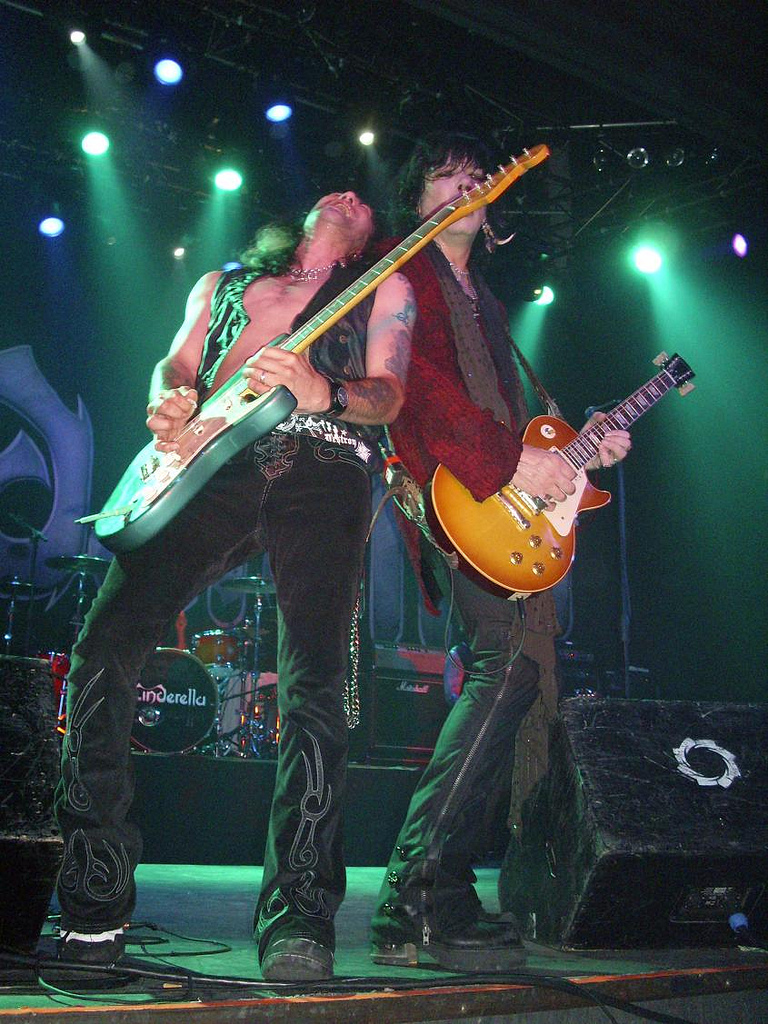
Tom Keifer a Jeff LaBar v Madridu v červnu 2010

Po rehabilitaci Keifera v roce 2010 skupina potvrdila, že vyrazí na turné. Cinderella hrála na festivalu Download ve Spojeném království v červnu 2010, V červenci 2010 se Cinderella vrátila na pódium a otevřela se pro zpěváka Breta Michaelse ze skupiny Poison během festivalu Lansingu s původní sestavou hvězd. Navázali na to se 14 koncerty v USA, kde podpořili Scorpions na jejich rozlučkovém turné.
V roce 2011 Cinderella podnikla světové turné k 25. výročí kapely. Od dubna do července bylo potvrzeno 20 koncertů. Během turné byli headlinerem prvního ročníku Shout It Out Loud Festival v Německu.
V létě 2012 vystoupila skupina na hlavním turné po celých USA s bývalým zpěvákem skupiny Skid Row Sebastianem Bachem.  V březnu 2013 měla Cinderella hrát v roce 2013 na plavebním festivalu Monsters of Rock Cruise spolu s kapelami jako Queensrÿche a dalšími , ale musela se zrušit kvůli nemoci Toma Keifera. 
V roce 2014 skupina odehrála své poslední vystoupení na plavbě Monsters of Rock v roce 2014.

### Následky, rozpuštění skupiny a smrt LaBara (2017–2021)
V dubnu 2013 Keifer vydal sólové album The Way Life Goes a od května 2013 byl Keifer na turné se svou doprovodnou skupinou. V roce 2014 LaBar také vydal své sólové album One for the Road. Brittingham založil svou novou skupinu. Coury zase skládá a hraje na znělkách a písních pro televizi NBC například pro seriál The Night Shift (Noční směna) a pro sportovní kluby Los Angeles Kings a Portland Trail Blazers. Také hrál na bicí v soundtracku filmu Rychle a zběsile: Hobbs a Shaw.
V listopadu 2017 Keifer uvedl, že Cinderella už nemá v plánu se znovu sejít a vysvětlil, že „problémy mezi členy kapely jsou neopravitelné“.
14. července 2021 zemřel dlouholetý kytarista skupiny Jeff LaBar ve věku 58 let.

## Členové

#### Klasická a poslední sestava
- Tom Keifer – zpěv, kytary, klávesy, safoxon, harmonika, mandolína (1983-2014)
- Eric Brittingham – baskytara, doprovodný zpěv (1983-2014)
- Jeff LaBar – kytary, doprovodný zpěv (1985-2014) (zemřel 2021)
- Fred Coury – bicí, doprovodný zpěv (1986-1991, 1996-2014)

#### Dřívější
- Michael Shermick – kytary, doprovodný zpěv (1983-1985)
- Tony Destra – bicí (1983-1985)
- Jim Drnec – bicí (1985-1986)
- Albie "Al" Barker – bicí (1986)

#### Hosté na turné
- Rick Criniti – klávesy, piano, varhany, syntezátor, doprovodný zpěv (1985-1995)
- Garry Nutt – baskytara (1989, 2000, 2008)
- Gary Corbett – klávesy, piano, varhany, syntezátor, doprovodný zpěv (1990-1995, 1998-2014) (zemřel 2021)
- Kevin Valentine – bicí (1991-1993)
- Roberta Freeman – doprovodný zpěv (1990-1991)
- Dianne Jones – doprovodný zpěv (1990-1991)
- Gary Corbett – klávesy, doprovodný zpěv (1991)
- Ray Brinker – bicí (1994-1995)
- Phillip Calfy– bicí (2006)
- John Rogers – bicí (2009-2010)
- Gary Corbett – klávesy (2012, 2014)

## Diskografie
Studiová alba
- Night Songs (1986)
- Long Cold Winter (1988)
- Heartbreak Station (1990)
- Still Climbing (1994)

### Singly
- Nobody's Fool (1986)
- Shake Me (1987)
- Somebody Save Me (1987)
- Night Songs (EP) (1987)
- Gypsy Road (1988)
- Don't Know What You Got (Till Is Gone (1988)
- The Last Mile (1988)
- Coming Home (1989)
- Shelter Me (1990)
- Heartbreak Station (1991)
- The More Things Change (1991)
- Hot and Bothered (1992)
- Bad Attitude Shuffle (1994)
- Through The Rain (1994)
- Freewheelin (1994)
- Hard to Find the Words (1994)
- War Stories (1997)